# Andrija Radulović
Pour les articles homonymes, voir Radulović.
Ne doit pas être confondu avec Andrija Radulović (football).
Andrija Radulović  (en cyrillique : Aндрија Радуловић), né le 3 février 1970 à Podgorica, est un poète, essayiste, critique littéraire et traducteur du russe en monténégrin.
Il étudia l'histoire à l'université du Monténégro et l'enseignement primaire à l'université de Novi Sad (Serbie).
Il habite à Podgorica, où il travaille en tant que professeur et éditeur de deux magazines littéraires, Squaire et 'Literary writings.

## Prix
- I nagrada Vidovdanskog sajma knjiga, Podgorica, Monténégro, 2003
- Gramota, Sofia, Bulgarie, 2003
- Nosside,(UNESCO, World Poetry Directory), Calabria, Italie, 2005
- Aninoasa, Trgoviste, Roumanie 2006
- Božidar Vuković Podgoričanin, Podgorica, Monténégro 2008
- Kočićevo pero, Banja Luka, Bosnie-herzégovine, 2008
- Zlatna značka KPZ Srbije, Belgrade, Serbie 2008
- Vukova povelja, Loznica, Serbie, 2008
- Marko Miljanov, Podgorica, Monténégro, 2009
- Золотое перо Руси, Moscou, Russie, 2009
- Naji Naaman, Liban, 2010

## Œuvre
- Pogled s mosta, Podgorica, 1994
- Znak u pijesku, Herceg Novi, 1995
- Ponoć na Donu, Podgorica, 1997
- Ognjeno rebro, Andrijevica, 1998
- Riječ sa juga – Слово с Юга,  Podgorica, 2000
- Anđeo u pšenici Podgorica, 2002
- Sniježna azbuka, Podgorica, 2007
- Zvono, Podgorica, 2008
- Bivše kraljevstvo, Podgorica, 2010